# The Cross Bearer
The Cross Bearer è un film muto del 1918 diretto da George Archainbaud.

## Trama
Quando i tedeschi invadono il Belgio, a Louvain il cardinale Mercier difende l'altare della chiesa che i nemici vorrebbero profanare. Gli atti di violenza e le atrocità dei tedeschi colpiscono la popolazione che il cardinale cerca di proteggere. Una delle vittime potrebbe diventare anche la pupilla del cardinale, la giovane e bella Liane de Merode, fidanzata con Maurice Lambeaux, ufficiale dell'esercito belga, che desta il desiderio del governatore generale delle truppe di occupazione. Dopo che Maurice è riuscito ad attraversare le linee, Mercier celebra segretamente il matrimonio tra lui e Liane. Poi, aiuta la coppia a fuggire in Francia.

## Produzione
Il film, che fu prodotto con i titoli di lavorazione The Cardinal e Cardinal Mercier, venne finanziato personalmente da William A. Brady che in seguito lo vendette alla sua compagnia, la World Film Corporation.
Alcune delle scene militari erano state girate in Belgio e facevano parte dei registri ufficiali dell'invasione. Gli interni della residenza del cardinale erano accurate ricostruzioni fatte basandosi su fotografie.

## Distribuzione
Il copyright del film, richiesto dalla World Film Corp., fu registrato il 7 marzo 1918 con il numero LU12147.
Distribuito dalla World Film e presentato da William A. Brady, il film uscì nelle sale cinematografiche statunitensi il 1º aprile 1918.
Il film fu proiettato il 26 marzo 1918 alla Carnegie Hall sotto gli auspici dei Knights of Columbus, la più grande organizzazione cattolica di servizio fraterno.
Non si conoscono copie ancora esistenti della pellicola che viene considerata presumibilmente perduta.